# Louis de Funès/Filmografie
Die Filmografie nennt die Filme, in denen der Filmschauspieler Louis de Funès mitgespielt hat.

## Erklärung
- Jahr: Nennt das Jahr, in dem der Film erstmals erschienen ist.
- Deutscher Titel: Nennt den deutschen Titel des Films. Manche Filme sind nie in Deutschland erschienen.
Alternativtitel werden nachrangig genannt, soweit vorhanden, getrennt durch Listenpunkt (•).  Falls der Originaltitel nicht französisch ist oder falls es keinen deutschen Titel gibt, kann respektiv eine französische oder englische Übersetzung unter den Alternativtiteln genannt sein.
- Originaltitel: Nennt den Originaltitel des Films.
- Regisseur: Nennt den Regisseur des Films.
- Drehbuch: Nennt den oder die Drehbuchautor(en).
- Minuten: Nennt eine der in Wikidata erfassten Längen des Films.
- Bild: Zeigt eines der Bilder, die mit dem Film assoziiert sind.

## Filme
| Inhaltsverzeichnis | 1940er | 1950er | 1960er | 1970er | 1980er |

| Jahr   | Deutsche(r) Titel | Originaltitel                             | Regisseur | Drehbuch | Minuten | Bild |
| ------ | --- | ----------------------------------------- | --- | --- | ------- | ---- |
| 1940er | |                                           | | |         |      |
| 1946   | Wenn der Himmel versagt • Der Satan und die Hochzeitsreise • Die Versuchung von Barbizon                                                                     | La Tentation de Barbizon                  | Jean Stelli | André-Paul Antoine | 100     |      |
| 1947   | • Six Hours to Lose | Six heures à perdre                       | Alex Joffé | Alex Joffé Jean Lévitte | 90      |      |
| 1947   | Letzte Zuflucht | Dernier Refuge                            | Marc Maurette                                                                                                  | Maurice Griffe Marc Maurette | 87      |      |
| 1947   | Zwei in Paris • Antoine und Antoinette | Antoine et Antoinette                     | Jacques Becker                                                                                                 | Françoise Giroud Jacques Becker | 78      |      |
| 1947   | | Le Château de la dernière chance          | Jean-Paul Paulin                                                                                               | Henri Troyat |         |      |
| 1948   | • Cruise for the Unknown One | Croisière pour l'inconnu                  | Pierre Montazel                                                                                                | Pierre Montazel | 90      |      |
| 1949   | Ritter seines Königs | Du Guesclin                               | Bernard de Latour                                                                                              | Roger Vercel |         |      |
| 1949   | • Mission in Tangier | Mission à Tanger                          | André Hunebelle                                                                                                | Michel Audiard | 100     |      |
| 1949   | • I Like Only You | Je n'aime que toi                         | Pierre Montazel                                                                                                | Jean Montazel Pierre Montazel | 93      |      |
| 1949   | | Vient de paraître                         | Jacques Houssin                                                                                                | Michel Duran | 97      |      |
| 1949   | Millionäre für einen Tag | Millionnaires d'un jour                   | André Hunebelle                                                                                                | Alex Joffé | 82      |      |
| 1950er | |                                           | | |         |      |
| 1950   | | Mon ami Sainfoin                          | Marc-Gilbert Sauvajon                                                                                          | |         |      |
| 1950   | Dein Weg ist Dir bestimmt | Quai de Grenelle                          | Emil-Edwin Reinert                                                                                             | Pierre Laroche | 97      |      |
| 1950   | | Un certain monsieur                       | Yves Ciampi | | 90      |      |
| 1950   | | Les Joueurs                               | Claude Barma                                                                                                   | | 50      |      |
| 1950   | | Adémaï au poteau-frontière                | Paul Colline                                                                                                   | Paul Colline |         |      |
| 1950   | | Pas de week-end pour notre amour          | Pierre Montazel                                                                                                | |         |      |
| 1950   | | Rendez-vous avec la chance                | Emil-Edwin Reinert                                                                                             | André-Paul Antoine |         |      |
| 1950   | Manege frei • Grock: Der Mann der die Welt zum Lachen brachte                                                                                                | Au revoir monsieur Grock                  | Pierre Billon                                                                                                  | |         |      |
| 1950   | Der Göttergatte | Prima comunione                           | Alessandro Blasetti                                                                                            | Cesare Zavattini Suso Cecchi D’Amico Alessandro Blasetti                                                                                                 | 90      |      |
| 1950   | | È più facile che un cammello...           | Luigi Zampa | Giorgio Moser Diego Fabbri Henri Jeanson Vitaliano Brancati Cesare Zavattini Suso Cecchi D’Amico                                                         | 85      |      |
| 1950   | | La Rue sans loi                           | | Jean Halain Albert Dubout |         |      |
| 1950   | • Fugitive from Montreal • Son copain | L'inconnue de Montréal                    | Jean Devaivre                                                                                                  | Jean Devaivre, Charles Exbrayat | 112     |      |
| 1951   | | La Rose rouge                             | Marcello Pagliero                                                                                              | Robert Scipion |         |      |
| 1951   | | Ma femme est formidable                   | André Hunebelle                                                                                                | Jean Halain Michel Audiard |         |      |
| 1951   | | Le Roi du bla bla bla                     | Maurice Labro                                                                                                  | |         |      |
| 1951   | Ohne Angabe der Adresse | …Sans laisser d'adresse                   | Jean-Paul Le Chanois                                                                                           | Jean-Paul Le Chanois | 90      |      |
| 1951   | | Station mondaine                          | | |         |      |
| 1951   | | Un amour de parapluie                     | Jean Laviron                                                                                                   | Paul Armont |         |      |
| 1951   | | L'Amant de paille                         | Gilles Grangier                                                                                                | Marc-Gilbert Sauvajon |         |      |
| 1951   | | 90 degrés à l'ombre                       | Norbert Carbonnaux                                                                                             | |         |      |
| 1951   | | Le Dindon                                 | Claude Barma                                                                                                   | Georges Feydeau | 85      |      |
| 1951   | | Champions Juniors                         | Pierre Blondy                                                                                                  | | 22      |      |
| 1951   | | Bibi Fricotin                             | Marcel Blistène                                                                                                | |         |      |
| 1951   | Dr. Knock läßt bitten | Knock                                     | Guy Lefranc | Georges Neveux | 98      |      |
| 1951   | | Le Voyage en Amérique                     | Henri Lavorel                                                                                                  | Roland Laudenbach, Henri Lavorel | 91      |      |
| 1951   | | Jeanne avec nous                          | Claude Vermorel                                                                                                | Claude Vermorel |         |      |
| 1951   | | Pas de vacances pour Monsieur le Maire    | Maurice Labro                                                                                                  | Christian Duvaleix |         |      |
| 1951   | In gewissen Nächten • Fernandel als Warenhausdetektiv | Boniface somnambule                       | Maurice Labro                                                                                                  | Gérard Cartier |         |      |
| 1951   | | Boîte à vendre                            | | Robert Rocca |         |      |
| 1951   | | La vie est un jeu                         | Raymond Leboursier                                                                                             | |         |      |
| 1951   | | La Passante                               | Henri Calef | Serge Groussard Henri Calef |         |      |
| 1951   | | Folie douce                               | Jean-Paul Paulin                                                                                               | |         |      |
| 1951   | Heiratsvermittlung | Agence matrimoniale                       | Jean-Paul Le Chanois                                                                                           | Jean-Paul Le Chanois |         |      |
| 1951   | Das Scheusal | La Poison                                 | Sacha Guitry                                                                                                   | Sacha Guitry |         |      |
| 1952   | | La Fugue de monsieur Perle                | Pierre Gaspard-Huit                                                                                            | Paul Gury |         |      |
| 1952   | | Je l'ai été trois fois                    | Sacha Guitry                                                                                                   | Sacha Guitry |         |      |
| 1952   | | Monsieur Leguignon lampiste               | Maurice Labro                                                                                                  | Claude Boissol |         |      |
| 1952   | Sie und Er | Elle et moi                               | Guy Lefranc | Michel Audiard |         |      |
| 1952   | Agnes Bernauer | Le Jugement de Dieu                       | Raymond Bernard                                                                                                | Bernard Zimmer |         |      |
| 1952   | Treffpunkt Paris | Ils étaient cinq                          | Jack Pinoteau                                                                                                  | Michel Jourdan |         |      |
| 1952   | Von Sensationen gehetzt | Les Dents longues                         | Daniel Gélin                                                                                                   | Michel Audiard |         |      |
| 1952   | | Le Huitième Art et la Manière             | Maurice Régamey                                                                                                | Armand Jammot | 35      |      |
| 1952   | | Le Sorcier blanc                          | | |         |      |
| 1952   | Die Spatzen von Paris | Moineaux de Paris                         | Maurice Cloche                                                                                                 | |         |      |
| 1952   | Die sieben Sünden • Die sieben Todsünden | Les Sept Péchés capitaux                  | Roberto Rossellini Eduardo De Filippo Georges Lacombe Claude Autant-Lara Jean Dréville Yves Allégret Carlo Rim | Pierre Bost Carlo Rim René Wheeler Diego Fabbri Jean Aurenche Claude Autant-Lara Charles Spaak Eduardo De Filippo Antonio Pietrangeli Roberto Rossellini | 122     |      |
| 1952   | Monsieur Taxi | Monsieur Taxi                             | André Hunebelle                                                                                                | Jean Halain |         |      |
| 1952   | Die ehrbare Dirne | La Putain respectueuse                    | Marcello Pagliero Charles Brabant                                                                              | Jean-Paul Sartre Jacques-Laurent Bost Alexandre Astruc                                                                                                   |         |      |
| 1952   | Das Heimchen am Herde | Le grillon du foyer                       | Claude Barma                                                                                                   | Claude Barma |         |      |
| 1952   | | Les loups chassent la nuit                | Bernard Borderie                                                                                               | Bernard Borderie |         |      |
| 1952   | | L'amour n'est pas un péché                | Claude Cariven                                                                                                 | Claude Cariven |         |      |
| 1953   | Unter den Lichtern von Paris | La Tournée des grands ducs                | André Pellenc                                                                                                  | Norbert Carbonnaux |         |      |
| 1953   | Im Schlafsaal der großen Mädchen | Dortoir des grandes                       | Henri Decoin                                                                                                   | François Chalais | 95      |      |
| 1953   | | Mon frangin du Sénégal                    | | Henri Kubnick |         |      |
| 1953   | | Légère et court vêtue                     | Jean Laviron                                                                                                   | |         |      |
| 1953   | | Capitaine Pantoufle                       | Guy Lefranc | |         |      |
| 1953   | Gefährtinnen der Nacht • Die Mädchen der Rue D'Amour | Les Compagnes de la nuit                  | Ralph Habib | Jacques Constant | 90      |      |
| 1953   | | Tambour battant                           | Georges Combret                                                                                                | |         |      |
| 1953   | | La Vie d'un honnête homme                 | Sacha Guitry                                                                                                   | Sacha Guitry |         |      |
| 1953   | | Le Rire                                   | Maurice Régamey                                                                                                | |         |      |
| 1953   | Innocents in Paris | Week-end à Paris                          | Gordon Parry                                                                                                   | Anatole de Grunwald |         |      |
| 1953   | | Au diable la vertu                        | Jean Laviron                                                                                                   | François Chalais |         |      |
| 1953   | | La servante                               | Stellio Lorenzi                                                                                                | Stellio Lorenzi |         |      |
| 1953   | | L'art et la manière de rire               | Maurice Régamey                                                                                                | | 13      |      |
| 1954   | | La belle au bois dormant                  | Pierre Badel                                                                                                   | Claude Barma, Françoise Dumayet, Charles Perrault | 42      |      |
| 1954   | | Scènes de ménage                          | André Berthomieu                                                                                               | Georges Courteline |         |      |
| 1954   | | Les Corsaires du bois de Boulogne         | Norbert Carbonnaux                                                                                             | |         |      |
| 1954   | | Faites-moi confiance                      | Gilles Grangier                                                                                                | Francis Blanche |         |      |
| 1954   | Mary Lou und ihre Herren | Escalier de service                       | Carlo Rim | Carlo Rim |         |      |
| 1954   | | Les hommes ne pensent qu'à ça             | Yves Robert | Jean Bellanger |         |      |
| 1954   | | Les Intrigantes                           | Henri Decoin                                                                                                   | |         |      |
| 1954   | Bartholomäusnacht | La Reine Margot                           | Jean Dréville                                                                                                  | Abel Gance | 93      |      |
| 1954   | Erwachende Herzen | Le Blé en herbe                           | Claude Autant-Lara                                                                                             | Pierre Bost Jean Aurenche Claude Autant-Lara |         |      |
| 1954   | Der Hammel mit den 5 Beinen • Der Hammel mit den fünf Beinen                                                                                                 | Le Mouton à cinq pattes                   | Henri Verneuil                                                                                                 | René Barjavel Henri Troyat Henri Verneuil | 104     |      |
| 1954   | Der Sonntagsangler | Poisson d'avril                           | Gilles Grangier                                                                                                | Gerd Karlick |         |      |
| 1954   | Mamsell Nitouche • Frl. Nitouche • Fräulein Nitouche | Mam'zelle Nitouche                        | Yves Allégret                                                                                                  | Albert Millaud Jean Aurenche Henri Meilhac Marcel Achard Marc Allégret                                                                                   | 98      |      |
| 1954   | | Le Chevalier de la nuit                   | Robert Darène                                                                                                  | Jean Anouilh | 88      |      |
| 1954   | Papa, Mama, Katrin und ich | Papa, maman, la bonne et moi              | Jean-Paul Le Chanois                                                                                           | Pierre Véry | 96      |      |
| 1954   | | Le Secret d'Hélène Marimon                | Henri Calef | |         |      |
| 1954   | Weiße Sklavinnen für Tanger | Les Impures                               | Pierre Chevalier                                                                                               | |         |      |
| 1954   | Eine wunderbare Liebe | L'Étrange Désir de monsieur Bard          | Géza von Radványi                                                                                              | René Barjavel Géza von Radványi |         |      |
| 1954   | Geschlossene Gesellschaft | Huis clos                                 | Jacqueline Audry                                                                                               | Pierre Laroche Jean-Paul Sartre | 95      |      |
| 1954   | | Fraternité                                | René Lucot | |         |      |
| 1954   | | Tourments                                 | Jacques Daniel-Norman                                                                                          | Pierre Maudru |         |      |
| 1954   | Die Knallschote • Das Tollste vom Tollen • Tolle Sachen | Ah ! les belles bacchantes                | Jean Loubignac                                                                                                 | Jean Loubignac Robert Dhéry | 90      |      |
| 1955   | | L'Impossible Monsieur Pipelet             | André Hunebelle                                                                                                | Jean Halain |         |      |
| 1955   | Ingrid – Die Geschichte eines Fotomodells | Ingrid – Die Geschichte eines Fotomodells | Géza von Radványi                                                                                              | Géza von Radványi | 110     |      |
| 1955   | Napoleon | Napoléon                                  | Sacha Guitry                                                                                                   | Sacha Guitry | 182     |      |
| 1955   | Papa, Mama, meine Frau und ich | Papa, maman, ma femme et moi              | Jean-Paul Le Chanois                                                                                           | Pierre Véry Jean-Paul Le Chanois Marcel Aymé |         |      |
| 1955   | | Les Hussards                              | Alex Joffé | |         |      |
| 1955   | | Les pépées font la loi                    | Raoul André | Raymond Caillava |         |      |
| 1955   | Frou-Frou, die Pariserin | Frou-Frou                                 | Augusto Genina                                                                                                 | Alessandro De Stefani Marc-Gilbert Sauvajon Jacques Laurent Augusto Genina                                                                               | 112     |      |
| 1955   | Mädchen ohne Grenzen | Mädchen ohne Grenzen                      | Géza von Radványi                                                                                              | Jacob Geis |         |      |
| 1956   | | Si Paris nous était conté                 | Sacha Guitry                                                                                                   | Sacha Guitry | 130     |      |
| 1956   | | La Famille Anodin                         | Claude Autant-Lara                                                                                             | |         |      |
| 1956   | Die tolle Residenz | Bonjour sourire                           | Claude Sautet                                                                                                  | Yves Robert |         |      |
| 1956   | | La Bande à papa                           | Guy Lefranc | Frédéric Dard |         |      |
| 1956   | | Courte Tête                               | Norbert Carbonnaux                                                                                             | Albert Simonin |         |      |
| 1956   | Das Gesetz der Straße | La Loi des rues                           | Ralph Habib | Jean Ferry Ralph Habib |         |      |
| 1956   | | Bébés à gogo                              | Paul Mesnier                                                                                                   | Paul Mesnier |         |      |
| 1956   | Zwei Mann, ein Schwein und die Nacht von Paris • Quer durch Paris                                                                                            | La Traversée de Paris                     | Claude Autant-Lara                                                                                             | Pierre Bost Jean Aurenche Marcel Aymé | 80      |      |
| 1957   | Woll’n Sie nicht mein Mörder sein? • Balduin, der Selbstmörder • So ein Unglücksrabe • Woll'n Sie nicht mein Mörder sein? • Wolln Sie nicht mein Mörder sein | Comme un cheveu sur la soupe              | Maurice Régamey                                                                                                | Jean Redon | 72      |      |
| 1958   | Fisch oder Fleisch | Ni vu, ni connu                           | Yves Robert | Jean Marsan Yves Robert | 90      |      |
| 1958   | Wenn Louis eine Reise tut • Oscar saust in Urlaub | Taxi, Roulotte et Corrida                 | André Hunebelle                                                                                                | Jean Halain |         |      |
| 1958   | Das Leben zu zweit | La Vie à deux                             | Clément Duhour                                                                                                 | Sacha Guitry | 100     |      |
| 1959   | Toto in Madrid • Un coup fumant | Totò, Eva e il pennello proibito          | Stefano Vanzina                                                                                                | Vittorio Metz Roberto Gianviti Jean Halain | 90      |      |
| 1959   | • The Overtaxed | I tartassati                              | Stefano Vanzina                                                                                                | Vittorio Metz Roberto Gianviti Ruggero Maccari Aldo Fabrizi Stefano Vanzina                                                                              | 105     |      |
| 1959   | | Mon pote le gitan                         | | |         |      |
| 1960er | |                                           | | |         |      |
| 1960   | Candide oder: Der Optimismus im 20. Jahrhundert | Candide ou l'Optimisme au XXe siècle      | Norbert Carbonnaux                                                                                             | Norbert Carbonnaux Albert Simonin |         |      |
| 1960   | | Certains l'aiment froide                  | Jean Bastia | Jean Bastia | 85      |      |
| 1960   | Der Umstandskrämer • Die Umstandskrämer | Les Tortillards                           | Jean Bastia | Jean Bastia Pierre Gaspard-Huit | 92      |      |
| 1961   | Fracass, der freche Kavalier | Le Capitaine Fracasse                     | Pierre Gaspard-Huit                                                                                            | Jean Cosmos Pierre Gaspard-Huit |         |      |
| 1961   | Der tolle Amerikaner | La Belle Américaine                       | Robert Dhéry                                                                                                   | Pierre Tchernia | 99      |      |
| 1961   | Louis, die Schnatterschnauze | Dans l'eau... qui fait des bulles !       | Maurice Delbez                                                                                                 | Michel Lebrun Maurice Delbez | 90      |      |
| 1962   | | La Vendetta                               | Jean Chérasse                                                                                                  | Jean Chérasse | 85      |      |
| 1962   | Verbrechen aus Liebe • Der perfekte Mord • Vom Teufel besessen                                                                                               | Le crime ne paie pas                      | Gérard Oury | Pierre Bost René Wheeler Jacques Sigurd Jean Aurenche Frédéric Dard Henri Jeanson Gérard Oury                                                            | 158     |      |
| 1962   | Der Teufel und die Zehn Gebote | Le Diable et les Dix Commandements        | Julien Duvivier                                                                                                | René Barjavel Henri Jeanson Julien Duvivier Michel Audiard                                                                                               | 143     |      |
| 1962   | Ein Herr aus besten Kreisen | Le Gentleman d'Epsom                      | Gilles Grangier                                                                                                | Gilles Grangier Albert Simonin Michel Audiard | 84      |      |
| 1962   | Mondschein über Maubeuge | Un clair de lune à Maubeuge               | Jean Chérasse                                                                                                  | Claude Choublier |         |      |
| 1962   | Wir fahren nach Deauville | Nous irons à Deauville                    | Francis Rigaud                                                                                                 | Jacques Vilfrid | 80      |      |
| 1963   | Fünf Glückspilze | Les Veinards                              | Philippe de Broca Jean Girault                                                                                 | Daniel Boulanger | 96      |      |
| 1963   | Karambolage | Carambolages                              | Marcel Bluwal                                                                                                  | Fred Kassak Marcel Bluwal Pierre Tchernia | 88      |      |
| 1963   | Quietsch… quietsch… wer bohrt denn da nach Öl? | Pouic-Pouic                               | Jean Girault                                                                                                   | Jacques Vilfrid Jean Girault | 86      |      |
| 1964   | Balduin, der Geldschrankknacker • Balduin der Geldschrankknacker                                                                                             | Faites sauter la banque !                 | Jean Girault                                                                                                   | Jacques Vilfrid | 88      |      |
| 1964   | Radieschen von unten | Des pissenlits par la racine              | Georges Lautner                                                                                                | Georges Lautner Michel Audiard | 77      |      |
| 1964   | Bei Oscar ist ’ne Schraube locker | Une souris chez les hommes                | Jacques Poitrenaud                                                                                             | Francis Ryck Albert Simonin Michel Audiard | 90      |      |
| 1964   | Der Gendarm von St. Tropez | Le Gendarme de Saint-Tropez               | Jean Girault                                                                                                   | Richard Balducci Jacques Vilfrid Jean Girault | 89      |      |
| 1964   | Fantomas | Fantômas                                  | André Hunebelle                                                                                                | Pierre Foucaud Jean Halain | 99      |      |
| 1965   | Scharfe Sachen für Monsieur • Louis, das Schlitzohr | Le Corniaud                               | Gérard Oury | André Tabet Georges Tabet Marcel Jullian Gérard Oury | 90      |      |
| 1965   | Die Damen lassen bitten | Les Bons Vivants                          | Gilles Grangier Georges Lautner                                                                                | Albert Simonin Michel Audiard | 100     |      |
| 1965   | Der Gendarm vom Broadway • Der Gendarm in New York • Louis im Land der unbegrenzten Möglichkeiten • So ein Gendarm hat's schwer                              | Le Gendarme à New York                    | Jean Girault                                                                                                   | Richard Balducci Jacques Vilfrid Jean Girault | 98      |      |
| 1965   | Fantomas gegen Interpol | Fantômas se déchaîne                      | Haroun Tazieff André Hunebelle                                                                                 | Pierre Foucaud Jean Halain | 94      |      |
| 1966   | Scharfe Kurven für Madame • Das große Restaurant • Louis, der Spaghettikoch • Oscar hat die Hosen voll                                                       | Le Grand Restaurant                       | Jacques Besnard                                                                                                | Jean Halain Jacques Besnard Louis de Funès | 83      |      |
| 1966   | Drei Bruchpiloten in Paris • Die große Sause | La Grande Vadrouille                      | Gérard Oury | Marcel Jullian Gérard Oury Danièle Thompson | 125     |      |
| 1967   | Fantomas bedroht die Welt • Fantômas bedroht die Welt • Fantomas gegen Scotland Yard                                                                         | Fantômas contre Scotland Yard             | André Hunebelle                                                                                                | Pierre Foucaud Jean Halain | 104     |      |
| 1967   | Oscar • Louis, der Traumtänzer • Oscar, der Korinthenkacker                                                                                                  | Oscar                                     | Édouard Molinaro                                                                                               | Édouard Molinaro Louis de Funès | 85      |      |
| 1967   | Balduin, der Ferienschreck | Les Grandes Vacances                      | Jean Girault                                                                                                   | Jacques Vilfrid Jean Girault | 84      |      |
| 1968   | Balduin, der Trockenschwimmer • Der kleine Sausewind | Le Petit Baigneur                         | Robert Dhéry                                                                                                   | Colette Brosset Albert Jurgenson Michel Modo Pierre Tchernia Jean Carmet Robert Dhéry                                                                    | 96      |      |
| 1968   | Balduin, das Nachtgespenst | Le Tatoué                                 | Denys de La Patellière                                                                                         | Alphonse Boudard | 89      |      |
| 1968   | Balduin, der Heiratsmuffel | Le gendarme se marie                      | Jean Girault                                                                                                   | Richard Balducci Jacques Vilfrid Jean Girault | 92      |      |
| 1969   | Onkel Paul, die große Pflaume • Louis taut auf • Der Winterschläfer                                                                                          | Hibernatus                                | Édouard Molinaro                                                                                               | Jean Halain Jean Bernard-Luc Louis de Funès | 82      |      |
| 1970er | |                                           | | |         |      |
| 1970   | Alles tanzt nach meiner Pfeife | L'Homme orchestre                         | Serge Korber                                                                                                   | Jean Halain Serge Korber Géza von Radványi | 75      |      |
| 1970   | Balduin, der Schrecken von St. Tropez • Louis in geheimer Mission                                                                                            | Le Gendarme en balade                     | Jean Girault                                                                                                   | Jacques Vilfrid Jean Girault | 100     |      |
| 1971   | Balduin, der Sonntagsfahrer | Sur un arbre perché                       | Serge Korber                                                                                                   | Jean Halain Serge Korber | 87      |      |
| 1971   | Hasch mich – ich bin der Mörder • Camouflage – Hasch mich, ich bin der Mörder • Louis mit dem Leichentick                                                    | Jo                                        | Jean Girault                                                                                                   | Claude Magnier | 85      |      |
| 1971   | Die dummen Streiche der Reichen • Don Louis der Größenwahnsinnige                                                                                            | La Folie des grandeurs                    | Gérard Oury | Sandro Continenza Marcel Jullian Gérard Oury Danièle Thompson                                                                                            | 132     |      |
| 1973   | Die Abenteuer des Rabbi Jacob • Die Abenteuer des Rabbi Jakob • Rabbi Jacob • Rabbi Jakob                                                                    | Les Aventures de Rabbi Jacob              | Gérard Oury | Roberto De Leonardis Josy Eisenberg Gérard Oury Danièle Thompson                                                                                         | 94      |      |
| 1976   | Brust oder Keule | L'Aile ou la Cuisse                       | Claude Zidi | Claude Zidi | 101     |      |
| 1978   | Der Querkopf | La Zizanie                                | Claude Zidi | Pascal Jardin Claude Zidi | 93      |      |
| 1979   | Louis’ unheimliche Begegnung mit den Außerirdischen • Louis' unheimliche Begegnung mit den Ausserirdischen                                                   | Le Gendarme et les Extra-terrestres       | Jean Girault                                                                                                   | Jacques Vilfrid Louis de Funès | 96      |      |
| 1980er | |                                           | | |         |      |
| 1980   | Louis, der Geizkragen • Louis der Geizkragen | L'Avare                                   | Louis de Funès Jean Girault                                                                                    | Jean Girault Louis de Funès | 120     |      |
| 1981   | Louis und seine außerirdischen Kohlköpfe | La Soupe aux choux                        | Jean Girault                                                                                                   | Jean Halain Louis de Funès | 94      |      |
| 1982   | Louis und seine verrückten Politessen | Le Gendarme et les Gendarmettes           | Jean Girault Tony Aboyantz                                                                                     | Jacques Vilfrid | 99      |      |